# Pseudapospasta
Pseudapospasta là một chi bướm đêm thuộc họ Noctuidae.